# 刘易斯·托马斯
刘易斯·托马斯（1913年11月25日—1993年12月3日）是美国医师、诗人、语源学家、散文家、行政人员、教育家、政策顾问和研究员。
托马斯出生于纽约法拉盛，曾就读于普林斯顿大学和哈佛医学院。他曾为耶鲁医学院和纽约大学医学院的院长，以及纪念斯隆-凯特琳癌症中心的主任。他在杜兰大学医学院时，是他成为独立医学研究者的重要时期。
他曾被弗朗茨·J·英格尔芬格邀请在《新英格兰医学杂志》上连续发表普通短文随笔。这些随笔后来被维京出版社原样出版为一部文集《细胞生命的礼赞——一个生物学观察者的手记》（1974年）获得了年度美国国家图书奖的艺术文学奖和科学奖（两个奖项均与他人分享）。（他还因为该书获得了克里斯托弗奖。）另外两部短文集（最初发表在新英格兰医学杂志和其它地方）是《水母与蜗牛》和《聆乐夜思》（Late Night Thoughts on Listening to Mahler's Ninth Symphony）。《水母与蜗牛》的第一版平装本再次获得了美国国家图书奖的科学奖。
他的自传《最年轻的科学——一个医学观察者的手记》（The Youngest Science: Notes of a Medicine-Watcher）记录了一个世纪的医学及其间发生的变化。他还出版了一本题为《等等等等》（Et Cetera Et Cetera）的关于语源学的书、一些诗歌和许多科学论文。 
他的许多短文都从词源学开始，讨论思想或概念之间的关系。其他人则关注科学发现的文化含义和对生态意识的日益增强。托马斯在关于《马勒第九交响曲》的文章中谈到了核武器的发展所引起的焦虑。托马斯经常因其明显的折衷主义倾向和令人称道的散文风格而被其他人引用。
洛克菲勒大学每年会颁发刘易斯·托马斯奖，以表彰那些取得艺术成就的科学家。

## 书籍
- 《细胞生命的礼赞——一个生物学观察者的手记》，1974年，维京出版社：ISBN 0-670-43442-6；企鹅出版集团，1995年重印：ISBN 0-14-004743-3
- 《水母与蜗牛——一个生物学观察者的手记（续）》，1979年，维京出版社：ISBN 0-670-46568-2；企鹅出版集团，1995年重印：ISBN 0-14-024319-4
- 《聆乐夜思》，1983年，维京出版社：ISBN 0-670-70390-7；企鹅出版集团，1995年重印：ISBN 0-14-024328-3
- 《最年轻的科学——一个医学观察者的手记》，1983年，维京出版社：ISBN 0-670-79533-X；企鹅出版集团，1995年重印：ISBN 0-14-024327-5
- 《等等等等——一个文字观察者的手记》，1990年，小布朗公司（英语：Little, Brown and Company）：ISBN 0-316-84099-8；欢迎雨（Welcome Rain），2000年重印：ISBN 1-56649-166-5
- 《脆弱的物种》，1992年，斯克里布纳之子公司，ISBN 0-684-19420-1；西蒙与舒斯特，1996年，平装本：ISBN 0-684-84302-1